# カーロン・ジェフリー
カーロン・ジェフリー（Carlon Jeffery、1993年7月10日 - ）は、アメリカ合衆国の俳優。

## 出演作品
- 天才学級アント・ファーム
- ＨＥＲＯＥＳ／ヒーローズ シーズン2（デーモン・ドーソン）
- フィラデルフィアは今日も晴れ シーズン2